# Петры (Псковская область)
Петры — деревня в Тямшанской волости Псковского района Псковской области России.
Расположена в 22 км к западу от центра города Пскова и в 12 км к западу от деревни Тямша.

## Население
| 2001 | 2002 | 2010 |
| ---- | ---- | ---- |
| 9    | ↘1   | →1   |